# جان پائولو کالگاری
جان پائولو کالگاری (ایتالیایی: Gian Paolo Callegari؛ ۷ مارس ۱۹۰۹ – ۱۹ اکتبر ۱۹۸۲) فیلم‌نامه‌نویس و کارگردان فیلم ایتالیایی بود. او روی فیلم‌های آمریکایی متعددی که در ایتالیا فیلمبرداری شدند، کار کرد؛ از جمله فیلم استرومبولی (۱۹۵۰) ساخته روبرتو روسلینی.

## گزیده فیلم‌شناسی
- ماه عسل (۱۹۴۱)
- رستاخیز (۱۹۴۴)
- استرومبولی (۱۹۵۰)
- گنج بنگال (۱۹۵۳)
- گلادیاتور رم (۱۹۶۲)
- ۳۰۰ اسپارتان (۱۹۶۲)
- پونتیوس پیلاطس (۱۹۶۲)
- شورش گارد پرتورین (۱۹۶۴)
- شب‌های گرم دکامرون (۱۹۷۲)

## کتابشناسی
- Roy Kinnard & Tony Crnkovich. Italian Sword and Sandal Films, 1908–1990. McFarland, 2017.
- Santas, Constantine & Wilson, James M. The Essential Films of Ingrid Bergman. Rowman & Littlefield, 2018.